# 御野立所
御野立所是日语中日本贵族（主要是天皇）在旅途中露天休息的地方。由于一般的路途中野外休息的地方在日语中被称作“野立所”，天皇的休憩之地，也自然被称为“御野立所”。

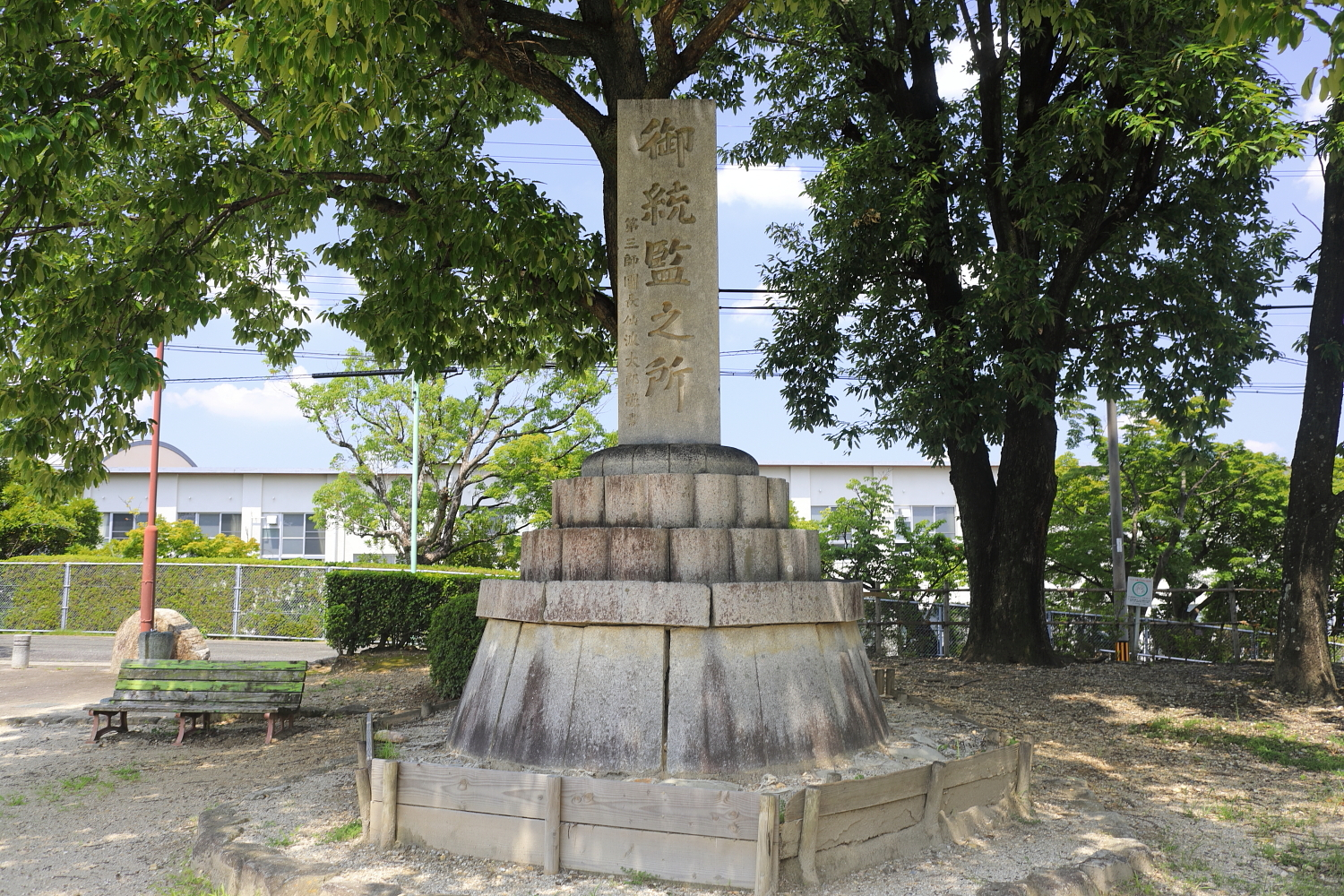
名古屋市天白区御幸山的「御統監之所」碑，拍摄于2021年（令和3年）7月

## 历史遗址中的御野立所
明治时期以来，天皇开始出巡各地，所到之处都设立并使用御野立所。特别是明治天皇使用过的御野立所很多都依据当时的古迹名胜天然纪念物保护法被指定为古迹，有的地方还设立了纪念碑，并由当地机关进行了保护，像公园一样被列入政府的管理范围。然而，到了1948年，随着二战结束，将御野立所作为古迹进行由公共机关进行管理的做法显得不符合新宪法的精神，于是全国范围陆续内取消了御野立所的指定古迹地位。 。不过即便如此，纵使在法律意义上失去了古迹资格，仍有不少地方的御野立所作为公园等的一部分继续由政府管理。即使进入21世纪，不少御野立所也依然保存完好，并在周围竖立着石碑、信息板等相关设施。除了为数众多的明治天皇的御野立所，日本各地也散布着一些大正天皇和昭和天皇的御野立所。  。

## 全国植树祭中的御野立所
作为天皇“四大行启”之一的全国植树祭的仪式场上，天皇和皇后就坐的场所在习惯上也会被称为“御野立所”。由于它在场馆内具有非常重要的象征意义，每年主办植树祭的都道府县都会建造一座类似舞台的木结构建筑或具有当地特色的建筑来用做御野立所。例如2013年鸟取县在举办植树祭时，就针对御野立所的设计方案进行了公开提案的征集活动。 不过与之前提到的历史遗迹中的御野立所不同，在仪式结束后，为植树祭而设立的御野立所一般会被通过搬迁或改建等方式以重新供社会大众再利用。